# Silvino Bercellino
Silvino Bercellino (Gattinara, 31 gennaio 1946) è un allenatore di calcio ed ex calciatore italiano, di ruolo attaccante.
Negli almanacchi sportivi viene indicato come Bercellino II, per distinguerlo dal fratello Giancarlo, anch'egli calciatore. Anche suo padre Teresio è stato un calciatore.

## Caratteristiche tecniche

### Giocatore
Per la sua caratteristica di estraniarsi dal gioco per lunghi periodi e poi colpire improvvisamente, è stato soprannominato il Torero Camomillo, dal titolo di una canzone dello Zecchino d'Oro dell'epoca.
Possedeva ottima classe e tocco di palla; era inoltre molto abile sottoporta.

## Carriera

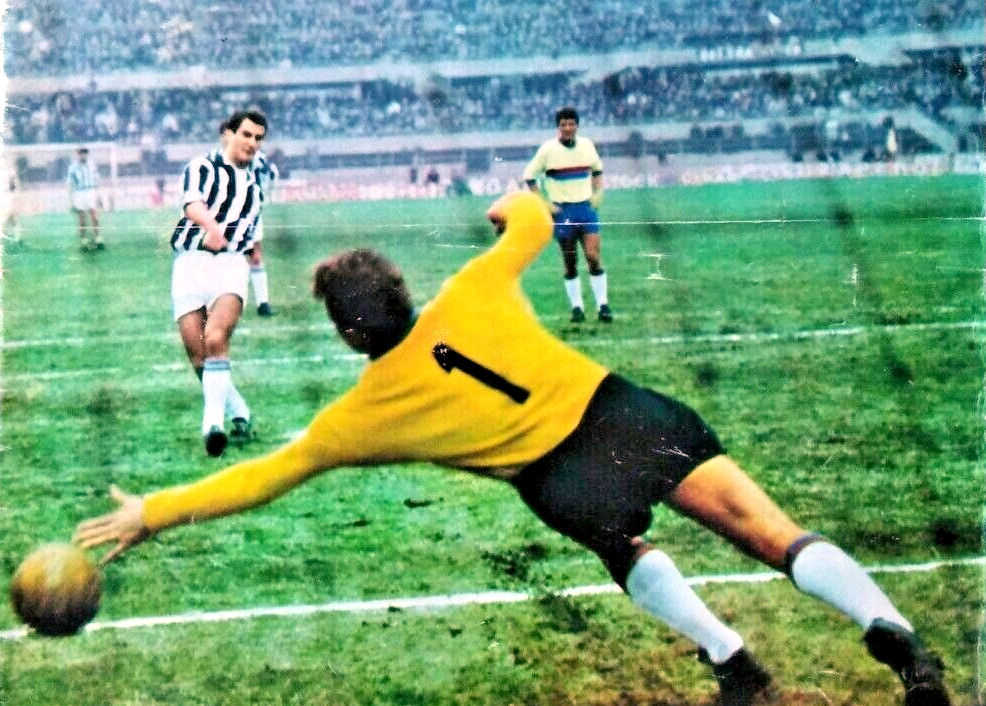
Bercellino II realizza un calcio di rigore per la Juventus nel 1966

Cresciuto nelle giovanili della Juventus, Bercellino esordì in prima squadra nella stagione 1963-1964 contro il Milan, segnando la rete del momentaneo 1-1 a dieci minuti dalla fine. In quella stagione Bercellino giocò anche un'altra partita.
Dopo aver trascorso l'annata successiva in Serie B con il Potenza, disputando un ottimo campionato, ritornò alla Juventus nella stagione 1965-1966, giocando 10 partite e segnando 6 reti. Nonostante l'ottima media-gol, Bercellino non trovò spazio all'interno della squadra torinese, cosicché disputò le successive stagioni tra Serie A e B con il Mantova e il Palermo.
Concluse la carriera vestendo la maglia della Biellese, squadra che allenò nella stagione 1983-1984 subentrando a Luigi Bodi e venendo sostituito, prima della fine della stagione, da Michele La Firenze.

## Palmarès

### Giocatore

#### Club

##### Competizioni nazionali
- Campionato italiano di Serie B: 1

Palermo: 1967-1968
- Campionato italiano Serie D: 1

Biellese: 1975-1976 (girone A)

##### Competizioni regionali
- Promozione: 1

Biellese: 1974-1975 (girone A)